# Великие Вильмы
Великие Вильмы (укр. Великі Вільми) — село в Сумском районе Сумской области Украины, административный центр Великовольмовского сельского совета.

## История
Село известно с первой половины XVIII века. Своё название получило от наименование речки «Ильма», на истоках которой оно расположено. Ниже по течению, на берегу Дальней (Малой) Ильмы был расположен хутор, а ныне село Малые Вильмы.
В 1987 году объединено с селом Грицаковка.

## Географическое положение
Село находится на автомобильной дороге Н-07.
Примыкает к селу Симоновка, на расстоянии в 1 км от села Павлючки.
В селе находятся истоки речек Сухоносовка (Ильма) и Дальняя (Малая) Ильма, правые притоки реки Сумка, на некоторых участках пересыхающие.

## Экономика
- Кооператив «Первое Мая»

## Объекты социальной сферы
- Дом культуры

## Население
Население по переписи 2001 года составляло 591 человек.

## Известные жители
- Шаповаленко, Павлина Михайловна — оператор машинного доения СПК «Агрофирма „Первое мая“», первая доярка-шеститысячница, организатор и почётный президент «клуба шеститысячниц». Награждена советскими орденами Ленина (1976) и Трудового Красного Знамени (1973). Герой Украини (2011), с вручением Ордена Державы.